# AC Sparta Praha

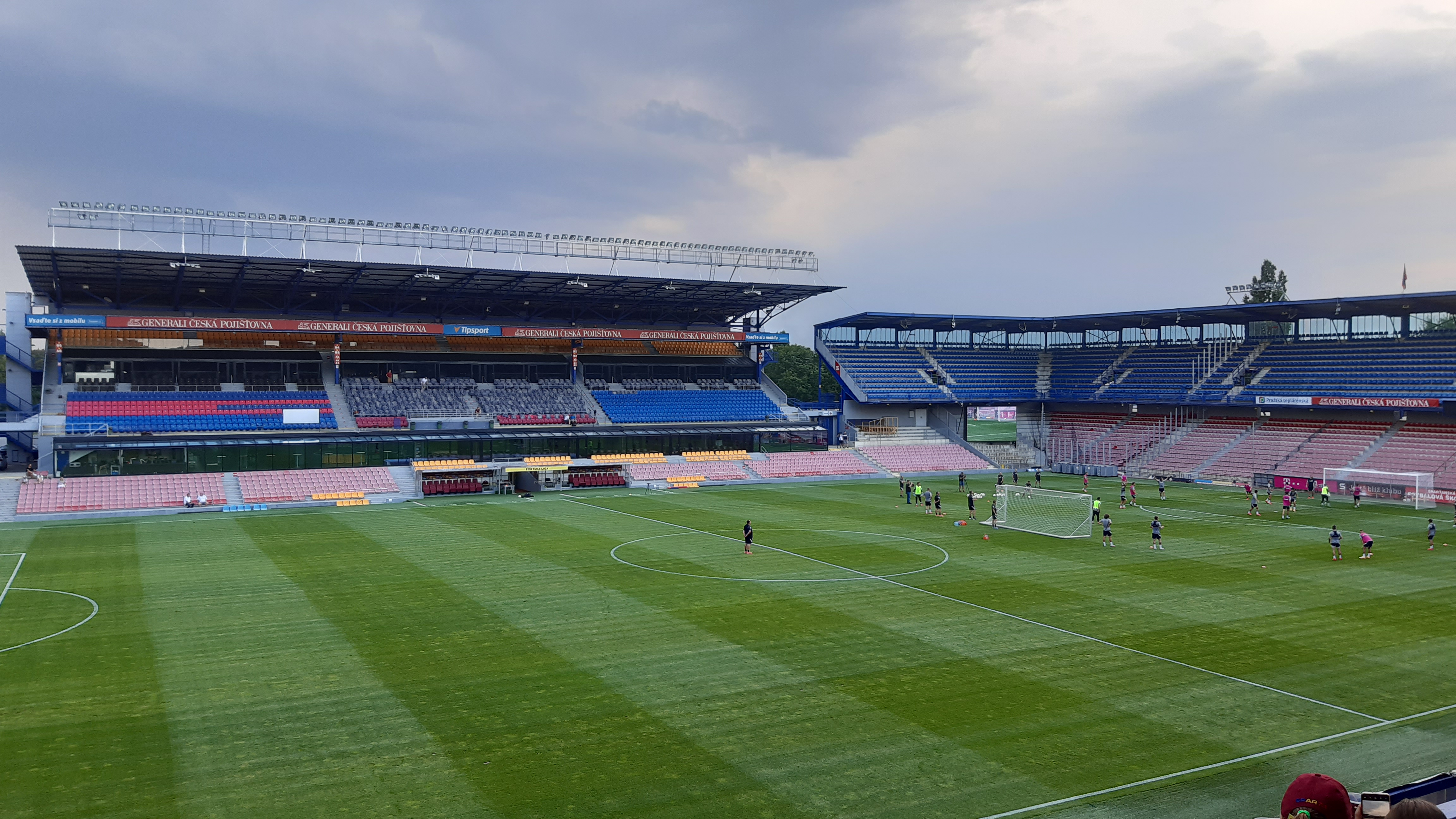
A Stadion Letná, a hazai mérkőzések színhelye

A Spárta Prága Atlétikai klub (csehül: Atletický klub Sparta Praha, angolul: Athletic Club Sparta Prague) egy cseh labdarúgócsapat Prágában, Csehországban, jelenleg a cseh labdarúgó-bajnokság élvonalában szerepel.
A legsikeresebb cseh labdarúgócsapat. A Sparta hosszú ideje a cseh labdarúgás legjobbjait gyűjti össze, bár mostanában a legjobb játékosok külföldre igazolnak. 1893 óta sok profi játékos megfordult a klubban. A csapat stadionja az Stadion Letná.

## Története
A klubot 1893-ban alapították. Becenevét 1919-ben kapta. Az egyetlen alkalom amikor a Sparta alacsonyabb ligában játszott, az 1975/76-os szezon volt.

### Korábbi nevei
- 1893 – AC Královské Vinohrady (Athletic Club Královské Vinohrady)
- 1894 – AC Sparta (Athletic Club Sparta)
- 1948 – AC Sparta Bubeneč (Athletic Club Sparta Bubeneč)
- 1949 – Sokol Bratrství Sparta
- 1951 – Sparta ČKD Praha (Sparta Českomoravská Kolben Daněk Praha)
- 1953 – TJ Spartak Praha Sokolovo (Tělovýchovná jednota Spartak Praha Sokolovo)
- 1965 – TJ Sparta ČKD Praha (Tělovýchovná jednota Sparta Českomoravská Kolben Daněk Praha)
- 1990 – TJ Sparta Praha (Tělovýchovná jednota Sparta Praha)
- 1991 – AC Sparta Praha (Athletic Club Sparta Praha)
- 1993 – AC Sparta Praha (Athletic Club Sparta Praha)

## Szimbólumok
A Sparta nevet az ókori spártai emberek küzdőszelleme és bátorsága ihlette. A Sparta színei régóta a kék (Európa), a piros (Királyi város) és a sárga (a pirossal együtt Prága hivatalos színe).

## Sikerei
Csehország
- Bajnokság
  - Bajnok (14): 2024, 2023, 2014, 2010, 2007, 2005, 2003, 2001, 2000, 1999, 1998, 1997, 1995, 1994
- Kupa
  - Győztes (7): 2020, 2014, 2008, 2007, 2006, 2004, 1996
- Szuperkupa
  - Győztes (2): 2010, 2014

Csehszlovákia
- Bajnokság
  - Bajnok (24): 1993, 1991, 1990, 1989, 1988, 1987, 1985, 1984, 1967, 1965, 1954, 1952, 1948, 1946, 1944, 1939, 1938, 1936, 1932, 1927, 1926, 1922, 1919 és 1912
- Kupa
  - Győztes (12): 1992, 1989, 1988, 1984, 1980, 1976, 1972, 1964, 1946, 1944, 1943, 1909

Nemzetközi kupák
- Közép-európai kupa
  - Győztes (3): 1927, 1935, 1964
  - Kupagyőztesek Európa Kupája elődöntős: 1973

## Szimbólumok
A Sparta nevet az ókori spártai emberek küzdőszelleme és bátorsága ihlette. A Sparta színei régóta a kék (Európa), a piros (Királyi város) és a sárga (a pirossal együtt Prága hivatalos színe).

## Játékosok

### Jelenlegi keret
Utolsó frissítve: 2025. január 3.
| #  |     | Poszt | Név                                               |
| -- | --- | ----- | ------------------------------------------------- |
| 1  | DEN | K     | Peter Vindahl Jensen                              |
| 2  | CZE | V     | Martin Suchomel                                   |
| 3  | ESP | V     | Imanol García de Albéniz                          |
| 4  | NOR | KP    | Markus Solbakken                                  |
| 5  | DEN | V     | Mathias Ross (kölcsönben a Galatasaray csapattől) |
| 6  | FIN | KP    | Kaan Kairinen                                     |
| 7  | NGA | CS    | Victor Olatunji                                   |
| 10 | KOS | CS    | Albion Rrahmani                                   |
| 11 | ALB | CS    | Indrit Tuci                                       |
| 13 | CZE | KP    | Kryštof Daněk                                     |
| 14 | SRB | KP    | Veljko Birmančević                                |
| 17 | ECU | V     | Ángelo Preciado                                   |
| 18 | CZE | KP    | Lukáš Sadílek                                     |
| 20 | ALB | KP    | Qazim Laçi                                        |
| 21 | CZE | KP    | Jakub Pešek                                       |

| #  |     | Poszt | Név              |
| -- | --- | ----- | ---------------- |
| 22 | SVK | KP    | Lukáš Haraslín   |
| 24 | CZE | K     | Vojtěch Vorel    |
| 25 | DEN | V     | Asger Sørensen   |
| 27 | CZE | V     | Filip Panák      |
| 28 | CZE | V     | Tomáš Wiesner    |
| 29 | KOS | KP    | Ermal Krasniqi   |
| 30 | CZE | V     | Jaroslav Zelený  |
| 31 | CZE | KP    | Roman Mokrovics  |
| 32 | CZE | V     | Matěj Ryneš      |
| 33 | BEL | V     | Elias Cobbaut    |
| 41 | CZE | V     | Martin Vitík     |
| 44 | SVK | K     | Jakub Surovčík   |
|    | NGA | V     | Emannuel Uchenna |
|    | CZE | V     | Patrik Vydra     |
|    | CZE | V     | Adam Ševínský    |

### Legendás játékosok
- Pavel Nedvěd
- Vlasta Burian későbbi komikus színész az első világháborúban a csapat kapusaként játszott
- Petr Čech
- Tomáš Rosický
- Jan Koller
- Karel Poborský
- Patrik Berger
- Ivan Hašek
- Jan Berger
- Tomáš Řepka
- Oldřich Nejedlý
- Andrej Kvašňák
- Jozef Chovanec
- Tomáš Skuhravý
- Petr Gabriel
- Jiří Novotný
- Vratislav Lokvenc
- Milan Fukal
- Radoslav Kováč
- Raymond Braine
- Tomáš Sivok
- Libor Sionko

### Korábbi vezetőedzők
- Zdeněk Ščasný (2015-)
- Vítězslav Lavička (2012-2015)
- Martín Hašek (2011-2012)
- Jozef Chovanec (2008-2011)
- Vítězslav Lavička (2008/09)
- Jozef Chovanec (2007/08)
- Michal Bílek (2006/07 - 2007/08)
- Stanislav Griga (2005/06 - 2006/07)
- Jaroslav Hřebík (2004/05 - 2005/06)
- František Straka (2003/04 - 2004/05)
- Jiří Kotrba (2002/03 - 2003/04)
- Jozef Jarabinský (2002/03)
- Vítězslav Lavička (2001/02)
- Jaroslav Hřebík (2001/02)
- Ivan Hašek (1999/2000 és 2000/01)
- Zdeněk Ščasný (1997/98 - 1998/99)
- Jozef Chovanec (1996/97 - 1997/98)
- Vlastimil Petržela (1995/96 - 1996/97)
- Jozef Jarabinský ( 1994/95 - 1995/96)
- Jürgen Sundermann (1994/95)
- Vladimír Borovička (1994/95)
- Karol Dobiaš (1993/94)

## Szurkolók
A Horem pádem (Fel és Le) című cseh film egyik témája, a Sparta szurkolók fanatizmusával foglalkozik.